# Help Me Make It Through the Night
"Help Me Make It Through the Night" is een nummer van de Amerikaanse singer-songwriter Kris Kristofferson. Het nummer werd uitgebracht als de vijfde track op zijn debuutalbum Kristofferson uit 1970. In 1972 werd het gecoverd door Gladys Knight & the Pips op hun album Standing Ovation. Deze versie werd op 6 maart van dat jaar uitgebracht als de tweede en laatste single van het album.

## Achtergrond

### Oorsprong
"Help Me Make It Through the Night" is geschreven door Kristofferson en geproduceerd door Fred Foster. Kristofferson kreeg de inspiratie voor het nummer nadat hij in het tijdschrift Esquire met Frank Sinatra. Op de vraag waar hij in geloofde, antwoordde Sinatra, "Drank, vrouwen, of een bijbel... whatever helps me make it through the night [wat mij ook maar helpt om de nacht door te komen]."
"Help Me Make It Through the Night" gaat over de seksuele verlangens van een man. Later bleek dit een controversieel onderwerp te zijn, nadat het voor het eerst werd gecoverd door een vrouw. Vooral de regel "I don't care what's right or wrong, I don't try to understand, let the devil take tomorrow, Lord tonight I need a friend." (Het maakt mij niet uit wat goed en fout is, ik probeer het niet te begrijpen, laat de duivel morgen overnemen, God, vanavond heb ik een vriend nodig) bleek controversieel.
Kristofferson schreef "Help Me Make It Through the Night" terwijl hij in het huis van Dottie West verbleef. Hij bood het nummer aan West aan, maar zij vond het in eerste instantie "te suggestief" om op te nemen. In 1971 bracht zij het uiteindelijk toch uit op haar album Careless Hands. Tegen die tijd hadden diverse andere artiesten het al opgenomen, waarbij een aantal versies grote successen werden. West zei later dat het een van de grootste fouten uit haar carrière is om het nummer niet opnemen toen het haar voor het eerst werd aangeboden. Alhoewel haar versie een kleine hit werd, was het nooit zo succesvol als een aantal andere covers.

### Versie van Sammi Smith
De eerste succesvolle versie van "Help Me Make It Through the Night" is afkomstig van Sammi Smith, die het in november 1970 als single uitbracht. Haar cover bleek in de Verenigde Staten de meest succesvolle versie, en is een van de best verkochte countrysingles ooit in het land. Het behaalde de achtste plaats in de Billboard Hot 100, terwijl het in de countrylijsten een nummer 1-hit werd. Daarnaast werd het ook in Australië en Canada een top 10-hit. In Zuid-Afrika kwam de single tot de negentiende plaats.
"Help Me Make It Through the Night" bleef de enige nummer 1-hit van Smith. In 1972 won zij een Grammy Award voor het nummer in de categorie Best Female Country Vocal Performance. Daarnaast kreeg Kris Kristofferson ook een Grammy voor het nummer in de categorie Best Country Song. Ook won Smith in 1971 tijdens de Country Music Association Awards in de categorie "Single of the Year". In 1998 werd deze versie opgenomen in de Grammy Hall of Fame.

### Overige covers
"Help Me Make It Through the Night" werd ook een hit voor een aantal andere artiesten. In 1971 behaalde Joe Simon plaats 69 in de Billboard Hot 100. Een versie van Gladys Knight & the Pips kwam tot plaats 33 in de Hot 100, terwijl het in de UK Singles Chart tot de elfde plaats kwam. Deze versie is ook in Nederland de bekendste cover van het nummer, en stond jarenlang in de Radio 2 Top 2000. In 1974 scoorde John Holt een top 10-hit in het Verenigd Koninkrijk met zijn versie. In 1980 bereikte een cover van Willie Nelson de vierde plaats in de Amerikaanse countrylijsten.
Naast de hitgenoteerde versies van "Help Me Make It Through the Night" bestaan er covers van onder meer Joan Baez, Michael Bublé met Loren Allred, Glen Campbell, Mariah Carey, Paul Carrack, Euson, Jonathan King met Eiri Thrasher, Jerry Lee Lewis, Loretta Lynn, Olivia Newton-John, Elvis Presley, O.C. Smith, Ray Stevens, Toni Willé, Tammy Wynette en Lena Zavaroni. Daarnaast zong Kris Kristofferson het in 1978 in een aflevering van The Muppet Show als duet met Miss Piggy.

## NPO Radio 2 Top 2000
| Nummer met noteringen in de NPO Radio 2 Top 2000 | '99  | '00 | '01  | '02  | '03  | '04  | '05  | '06  | '07  | '08  | '09  | '10  | '11  | '12  |
| ------------------------------------------------ | ---- | --- | ---- | ---- | ---- | ---- | ---- | ---- | ---- | ---- | ---- | ---- | ---- | ---- |
| Help Me Make It Through the Night                | 1341 | -   | 1459 | 1963 | 1461 | 1384 | 1573 | 1223 | 1388 | 1391 | 1470 | 1446 | 1606 | 1783 |

1. ↑  Een '-' betekent dat het nummer niet was genoteerd en een vetgedrukt getal geeft de hoogste notering aan.
2. ↑  Deze tabel is bijgewerkt tot en met de laatste editie (2024).